# 兵庫県立白鷺工業高等学校
兵庫県立白鷺工業高等学校（ひょうごけんりつはくろこうぎょうこうとうがっこう）は、兵庫県姫路市に所在した公立の定時制の工業高等学校。2006年3月31日に閉校した。兵庫県立姫路工業高等学校に併設されていた。

## 設置学科
- 定時制課程
  - 機械科
  - 産業機械科
  - 電気科

## 所在地
- 〒670-0871 兵庫県姫路市伊伝居600番地1（現在は県立姫路工業高校の本館2階に「白鷺工業高等学校記念室」が設けられている）

## 沿革
- 1944年（昭和19年）2月 - 「兵庫県立第二姫路工業学校」創立。
- 1948年（昭和23年）4月 - 「兵庫県立白鷺工業高等学校」と校名変更。
- 1950年（昭和25年）4月 - 「姫路工業大学附属高等学校」と校名変更。
- 1965年（昭和40年）4月 - 「兵庫県立白鷺工業高等学校」と校名変更。
- 2001年（平成13年）2月 - 生徒募集停止が兵庫県教育委員会より通知される。
- 2003年（平成15年）4月 - 生徒募集停止。
- 2006年（平成18年）3月31日 - 閉校。